# نيل كوب
نيل كوب (بالإنجليزية: Neil Kopp)‏ هو منتج أفلام أمريكي، ولد في 1979 في بورتلاند في الولايات المتحدة.

## وصلات خارجية
- نيل كوب على موقع IMDb (الإنجليزية)
- نيل كوب على موقع قاعدة بيانات الفيلم (الإنجليزية)